# 50/50
《50/50》은 2011년 개봉한 미국의 코미디 드라마 영화이다. 조너선 러빈이 감독했고, 조지프 고든레빗과 세스 로건이 주인공 애덤과 카일을 연기했다. 이 영화 각본가인 윌 라이저가 직접 겪은 일에 대략 기반을 두고 있다.

## 줄거리
27살 시애틀 공공(public) 라디오 언론인 애덤 러너는 생존율이 50 대 50인 말초신경종양(schwannoma neurofibrosarcoma) 진단을 받는다. 애덤은 자신을 부담스러워 하는 여자친구 레이철과 서서히 멀어지고, 절친 카일이 부추겨 병을 이용해 함께 여자들을 꼬시게 된다. 한편 애덤은 학위 관련으로 병원에서 임상을 다루고 있는 박사 후보생 치료사 캐서린과 가까워진다.

## 출연
- 조지프 고든레빗 - 애덤 러너 역
- 세스 로건 - 카일 하이런스 역
- 애나 켄드릭 - 캐서린 매케이 역
- 브라이스 댈러스 하워드 - 레이철, 애덤의 예술가 여자친구 역
- 앤젤리카 휴스턴 - 다이앤 러너, 애덤의 어머니 역
- 서지 후드 - 리처드 러너, 알츠하이머병으로 투병 중인 애덤의 아버지 역
- 앤드루 에얼리 - 로스 의사 역
- 맷 프루어 - 미치 바넷, 암 환자 역
- 필립 베이커 홀 - 앨런 롬바도, 암 환자 역
- 도나 야마모토 - 월더선 의사 역
- 슈거 린 비어드 - 수전 역
- 이 지 초 - 리 의사 역
- 세라 스미스 - 제니 역
- 피터 컬래미스 - 필 역
- 제시카 파커 케네디 - 재키 역
- 대니얼 베이컨 - 필립스 의사 역
- P. 린 존슨 - 버니 역
- 로라 버트럼 - 클레어 역
- 매티 피노키오 - 테드 역
- 비나 수드 - 스튜어트 간호사 역
- 로런 밀러 - 보디 역